# Elektronski afinitet
- Elektronski afinitet je težnja atoma ili iona nekog elementa u plinovitom stanju da veže na sebe elektron, e−.

Afinitet prema elektronu jednak je energiji Ea (ili Eea), koja se oslobađa ili koju treba dovesti kada neki atom ili ion primi elektron.
Razlikujemo dva stupnja elektronskog afiniteta:
Prvi stupanj: {\displaystyle \qquad \quad \mathrm {X(g)+e^{-}(g)\rightarrow X^{-}(g)} }
Drugi stupanj: {\displaystyle \qquad \mathrm {X^{-}(g)+e^{-}(g)\rightarrow X^{2-}(g)} }
Kada atom primi elektron, nastaje negativno nabijeni ion jer je u elektronskom omotaču jedan elektron više nego što ima protona u jezgri i dobivena čestica više nije neutralna. Porastom protonskog broja afinitet prema elektronu se unutar periode povećava, a unutar skupine smanjuje. Atomi nemetala imaju gotovo popunjenu valentnu ljusku i primanjem elektrona mogu postići energetski povoljniju elektronsku konfiguraciju plemenitog plina. Zato nemetali lako tvore negativne ione i imaju velik elektronski afinitet.
Elektronski afinitet mjeri se kao promjena energije, najčešće entalpije, koja se oslobađa ili troši kada atom ili negativno nabijeni ion u plinovitom stanju primi elektron. Postupak određivanja je složen zbog čega su točno određeni afiniteti samo malog broj elemenata.
Najveći afinitet prema elektronu imaju halogeni elementi čijim atomima nedostaje jedan elektron do stabilne konfiguracije plemenitog plina. Oni oslobađaju najveću energiju prilikom vezivanja elektrona ili drugim riječima imaju veliku negativnu vrijednost entalpije vezanja elektrona (prema termodinamičkoj konvenciji), ΔeaH. Elektronski afinitet se najčešće izražava upravo kao negativna vrijednost entalpije vezanja elektrona.
| Vriijednosti elektronskog afiniteta | Vriijednosti elektronskog afiniteta | Vriijednosti elektronskog afiniteta |
| reakcija                            | Eea / eV                            | Eea / kJmol−1                       |
| ----------------------------------- | ----------------------------------- | ----------------------------------- |
| H + e- → H-                         | -0,76                               | -74                                 |
| F + e- → F-                         | -3,34                               | -333                                |
| Cl + e- → Cl-                       | -3,61                               | -349                                |
| Br + e- → Br-                       | -3,36                               | -328                                |
| I + e- → I-                         | -3,06                               | -298                                |
| O + e- → O-                         | -1,46                               | -141                                |
| O- + e- → O2-                       | 8,10                                | 850                                 |
| S + e- → S-                         | -2,08                               | -200                                |

Afinitet prema elektronima je značajno svojstvo atoma, koje pored promjera atoma (iona) i energije ionizacije, bitno odlučuje o prirodi kemijske veze koju će promatrani atomi međusobno ostvariti. Kad su atomi već vezani kemijskom vezom tada razmatramo svojstvo elektronegativnosti kako bi tumačili svojstva nastalog spoja. Elektronegativnost atoma u kemijskoj vezi upravo se računa iz energije ionizacije i elektronskog afiniteta.